# آسکوتویل، ویکتوریا
آسکوتویل (به انگلیسی: Ascot Vale) یک منطقهٔ مسکونی در استرالیا است که در City of Moonee Valley واقع شده‌است.

## مراکز تحصیلی
آسکوتویل دارای مدرسه ویژه، مدرسه ابتدایی آسکوتویل، مدرسه ابتدایی غرب آسکوتویل، مدرسه ابتدایی کاتولیک سنت مری و مرکزآموزشی هنر در مدرسه اوتیستای غربی است.

## ورزش
گلف بازان در مرکز گلف ریورساید در خیابان نیوزوم بازی می‌کنند.
Ascot Vale خانه Aces Melbourne از لیگ بیس بال استرالیا است که بازی‌های خانگی را در نمایشگاه ملبورن بازی می‌کنند.